# Władimir Mielenczuk
Władimir Nikołajewicz Mielenczuk, ros. Владимир Николаевич Меленчук, biał. Уладзімір Мікалаевіч Мелянчук – Uładzimir Mikałajewicz Mielanczuk (ur. 16 stycznia 1953 w Nowosybirsku) – rosyjski hokeista. Trener hokejowy.
Ma żonę Natalię oraz córkę Irinę i syna Dmitrija.

## Kariera zawodnicza
- SKA Nowosybirsk
- Binokor Taszkent
- Chimik Woskriesiensk (1973-1975)
- Sibir Nowosybirsk (1975-1976)
- Dynama Mińsk (1980-1981)
- Sibir Nowosybirsk (1981-1984)
- Dynama Mińsk (1984-1987)
- Progress-SzwSM Grodno (1987-1990)
- Towimor Toruń (1990-1991)
- STS Sanok (1991-1993)
- BTH Bydgoszcz (1994-1995)
- Polimir Nowopołock (1995-1996, w ramach WLH)

Pochodzi z Nowosybirska. Hokej uprawiał od 11. roku życia, a seniorską karierę rozpoczął w wojskowym klubie SKA w czasie odbywania służby wojskowej. Początkowo występował na pozycji obrońcy. Przez dwa lata grał w Chimiku Woskriesiensk. Po ponownych, czteroletnich występach w rodzinnych stronach w Sibirze Nowosybirsk, przeniósł się do Dynama Mińsk w ówczesnej Białoruskiej SRR (wraz z nim także napastnicy Boris Barabanow i Siergiej Agulin). Przez pięć sezonów grał w Dynamie Mińsk. W Mińsku rozpoczął studia trenerskie, które kontynuował po tym jak znów powrócił do gry w Sibirze. W 1984 wyjechał do Mińska, gdzie ukończył szkołę trenerską. Tam został zawodnikiem drużyny uniwersyteckiej, występującej w II lidze. Po jej przeniesieniu do Grodna i występował w tamtejszej drużynie Progress-SzwSM Grodno, grając i pracując jako trener.
W 1990 rozpoczął pracę w Polsce – najpierw w sezonie 1990/1991 w ówczesnym Towimorze Toruń, dokąd namówił i sprowadził go Barabanow. Po sezonie, w sierpniu 1991 wraz z Walerijem Usolcewem (także wychowanek SKA Nowosybirsk) przeniósł się do drugoligowego wówczas zespołu z Sanoka, STS Sanok – tam pełnił rolę grającego trenera (Usolcew był jego grającym asystentem). W inauguracyjnym meczu II ligi 12 października 1991 w Oświęcimiu był strzelcem pierwszego gola w historii nowego klubu STS (zdobył w nim hat-trick; mecz z Unią Oświęcim II wygrany 10:9). W sezonie 1991/1992 II ligi wywalczył z zespołem awans do I ligi. Następnie pozostał wyłącznie trenerem sanockiej drużyny w edycji I ligi 1992/1993, aczkolwiek indydentalnie występował jako zawodnik w tym sezonie, a w trakcie sezonu 1993/1994 przerwał karierę zawodniczą z uwagi na skutki kontuzji. Z klubu STS Sanok odszedł po trzech latach wskutek braku wynagrodzenia.
W późniejszym czasie pracował także w Bydgoszczy, zaś od 1995 jest trenerem na Białorusi.

## Kariera trenerska
- Progress-SHVSM Grodno (1987-1990), grający trener
- STS Sanok (1991-1994), grający trener
- BTH Bydgoszcz (1994-1995)
- Reprezentacja Białorusi do lat 20 (1997-1998) – MŚ Grupy B, I trener
- Reprezentacja Białorusi (1998-1999) – MŚ Grupy B, asystent trenera
- Reprezentacja Białorusi do lat 20 (1998-1999) – MŚ Grupy B, I trener
- Reprezentacja Białorusi (1999-2000) – MŚ Grupy B, asystent trenera
- Reprezentacja Białorusi do lat 20 (2000-2001) – MŚ Grupy B, I trener
- Reprezentacja Białorusi (2000-2001) – kwalif. do IO, asystent trenera
- Reprezentacja Białorusi (2000-2001) – MŚ, asystent trenera
- Reprezentacja Białorusi do lat 20 (2001-2002) – MŚ, I trener
- Reprezentacja Białorusi do lat 20 (2002-2003) – MŚ, I trener
- Dynama Mińsk 2 listopada 2003 – kwiecień 2004
- HK Homel (2005-2006) – asystent trenera
- Junior Mińsk (2006-2007) – asystent trenera
- Junior Mińsk – liga juniorów (2009-2012) – I trener
- Junior Mińsk – ekstraliga seniorów (2012-2013) – I trener[12]
- Junior Mińsk – II liga seniorów (2013-2014, 2015-2016) – I trener
- Białoruś do lat 20 – ekstraliga seniorów (2017-) – asystent trenera

Trzykrotnie był asystentem selekcjonera seniorskiej reprezentacji Białorusi na turniejach mistrzostw świata. Obecnie szkoleniowiec drużyny Junior Mińsk, występującej od sezonu 2012/2013 w ekstralidze białoruskiej i będącej zapleczem pierwszego zespołu Junosti Mińsk.

## Sukcesy
Zawodnicze
- Awans do polskiej ekstraligi: 1992 z STS Sanok

Indywidualne
- Wysszaja Liga 1984/1985:
  - Trzecie miejsce w klasyfikacji kanadyjskiej: 56 punktów za 28 goli i 28 asyst w 49 meczach[15]
- II liga polska w hokeju na lodzie (1991/1992):
  - Pierwsze miejsce w klasyfikacji strzelców, asystentów i kanadyjskiej w drużynie STS w sezonie zasadniczym: 46 punktów (30 goli i 16 asyst)[16]

Trenerskie
- Mistrzostwo Białorusi juniorów: 2012 z Juniorem Mińsk